# Jaworzynka
Jaworzynka (deutsch Jaworzinka) ist eine Ortschaft mit einem Schulzenamt der Gemeinde Istebna im Powiat Cieszyński der Woiwodschaft Schlesien in Polen.

## Geographie
Jaworzynka liegt im Süden der Schlesischen Beskiden in den Tälern Krężelka und Czadeczka, im Zuflussgebiet des Schwarzen Meers, etwa 35 km südwestlich von Bielsko-Biała und 80 km südlich von Katowice im Powiat (Kreis) Cieszyn.
Das Dorf hat eine Fläche von 2215 ha (26 % der Gemeinde).
Nachbarorte sind Istebna im Norden, Koniaków im Nordosten, Zwardoń im Osten, Čierne und Skalité im Süden in der Slowakei, Hrčava und Bukovec im Westen in Tschechien.

### Dreiländereck

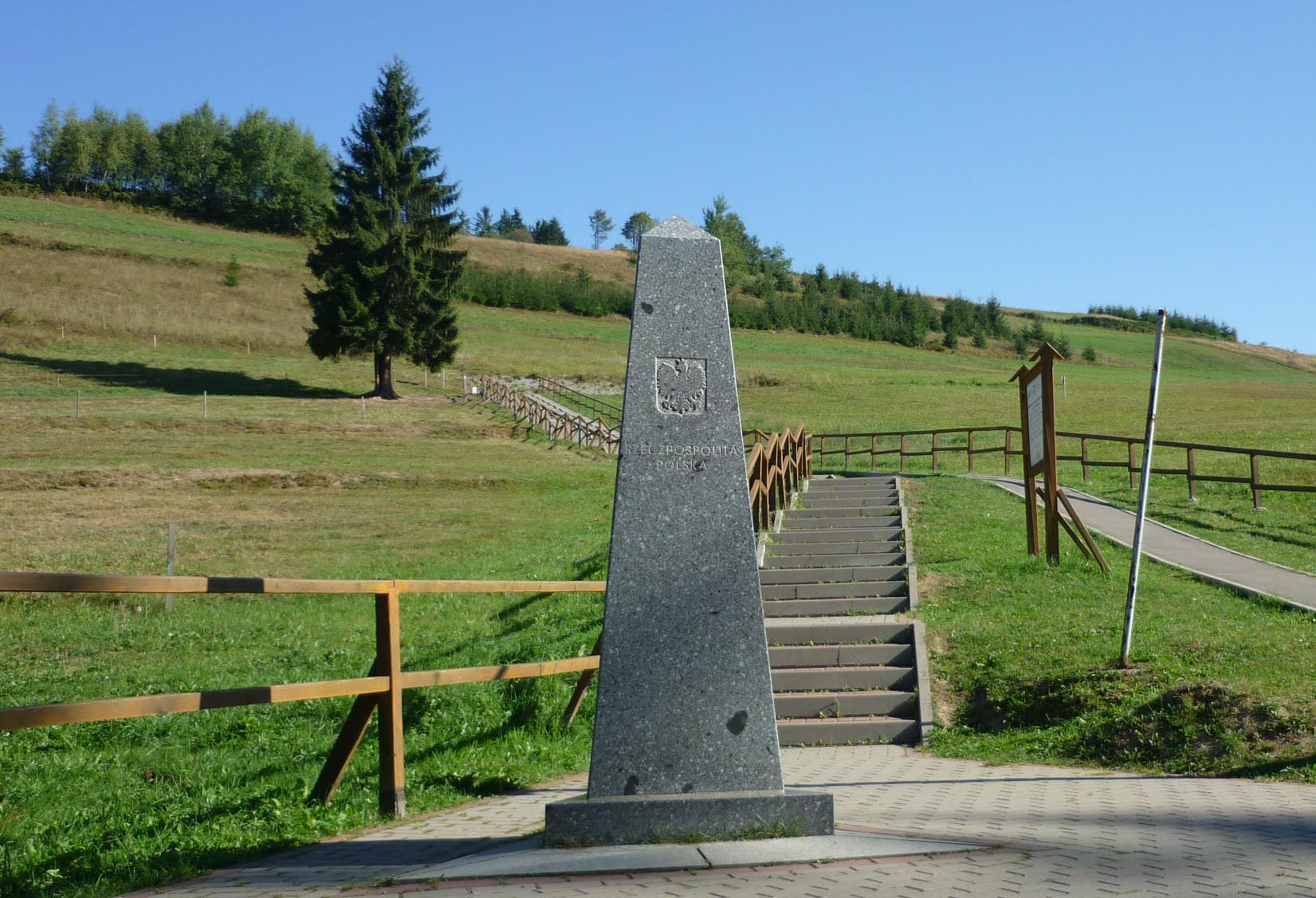
Dreiländereck bei Jaworzynka

Südwestlich von Jaworzynka befindet sich das Dreiländereck zwischen Polen (Woiwodschaft Schlesien), Tschechien (Mährisch-Schlesien) und der Slowakei. Auf dem Territorium der drei Länder ist jeweils ein „Grenzstein“ errichtet worden. Der genaue Grenzpunkt ist durch einen Grenzstein im Bachbett markiert.
Die historische Grenze zwischen Schlesien und Galizien verlief bis 1918 über den Kamm der Schlesischen Beskiden entlang der heutigen Grenze zwischen den Landkreisen Teschen (Cieszyń) und Saybusch (Żywiec). Das historische Dreiländereck zwischen Schlesien (Herzogtum Teschen), dem Königreich Galizien und dem Königreich Ungarn (Slowakei) lag etwa 10 km weiter östlich am Berg Trojaki (646 m) nordwestlich von Zwardoń.

## Geschichte
Das Dorf liegt im Olsagebiet (auch Teschner Schlesien, polnisch Śląsk Cieszyński).
Die Ansiedlung begann etwa im frühen 17. Jahrhundert und wurde im Jahre 1621 als Jaworzinka erstmals urkundlich erwähnt. Der Name ist abgeleitet vom Wort jaworzyna, der Wald der Berg-Ahorne (polnisch jawor).
Politisch gehörte das Dorf ursprünglich zum Herzogtum Teschen, der Lehnsherrschaft des Königreichs Böhmen in der Habsburgermonarchie.
Nach der Aufhebung der Patrimonialherrschaften bildete es ab 1850 eine Gemeinde in Österreichisch-Schlesien, Bezirk Teschen und Gerichtsbezirk Jablunkau. In den Jahren 1880–1910 stieg die Einwohnerzahl von 1369 im Jahr 1880 auf 1642 im Jahr 1910 an, es waren überwiegend polnischsprachige (zwischen 99,4 % und 99,9 %), 1890 auch 8 (0,6 %) deutschsprachige, 1910 auch 6 (0,4 %) tschechischsprachige. Im Jahre 1910 waren 98,9 % römisch-katholisch, 1,1 % (19 Personen) evangelisch.
1920, nach dem Zusammenbruch der k.u.k. Monarchie und dem Ende des Polnisch-Tschechoslowakischen Grenzkriegs, kam Jaworzynka zu Polen. Unterbrochen wurde dies nur durch die Besetzung Polens durch die Wehrmacht im Zweiten Weltkrieg.
Im Jahre 1924 wurde, nach einem Einspruch der Einwohner, der Weiler Herczawa von Jaworzynka abgetrennt und der Tschechoslowakei angeschlossen (Hrčava).
Von 1975 bis 1998 gehörte Jaworzynka zur Woiwodschaft Bielsko-Biała.

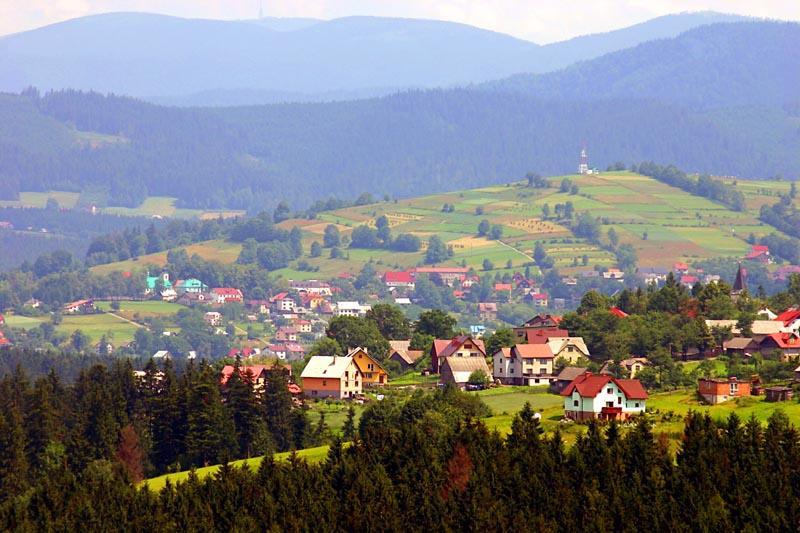
Ortsansicht
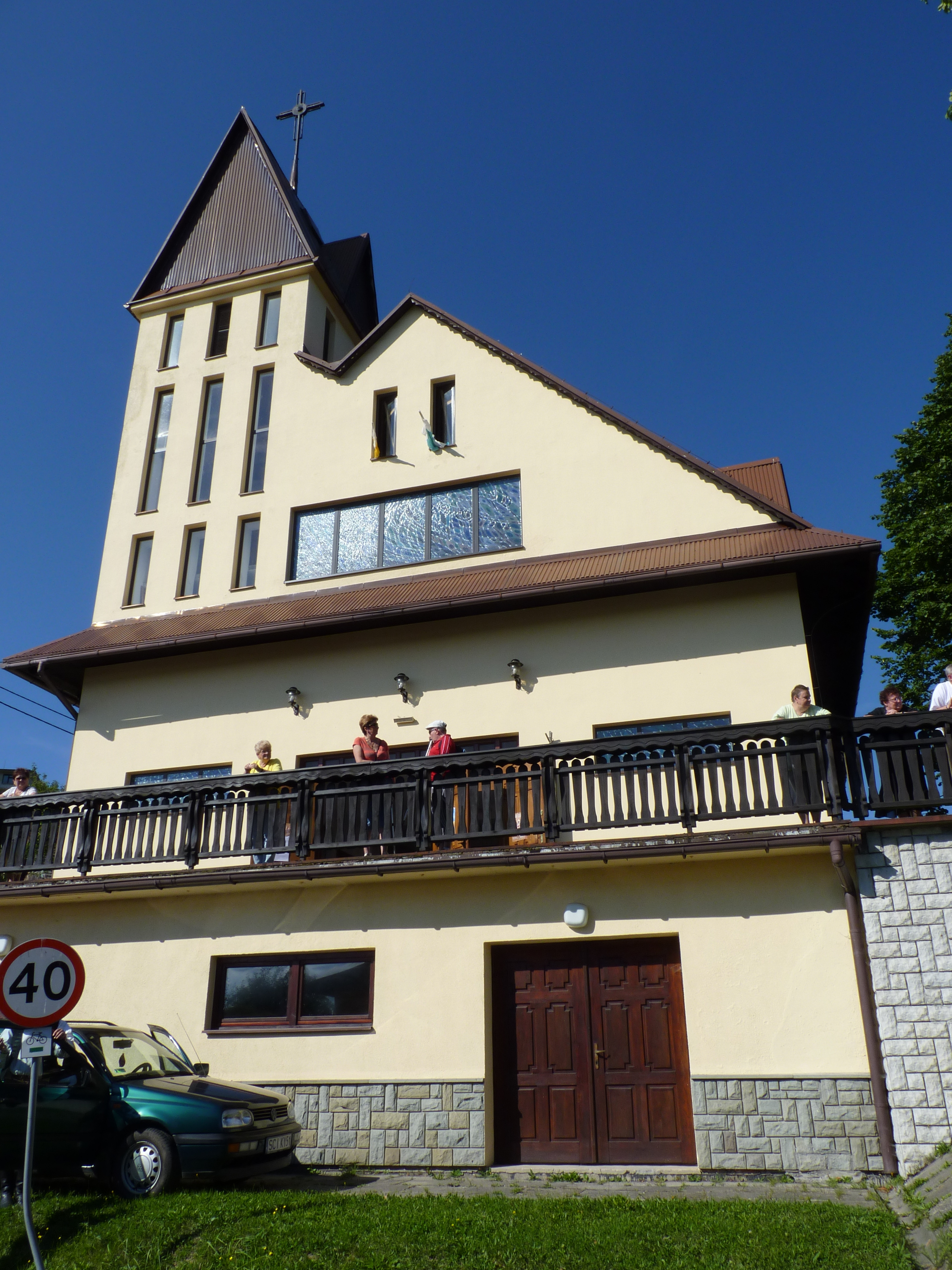
Kirche
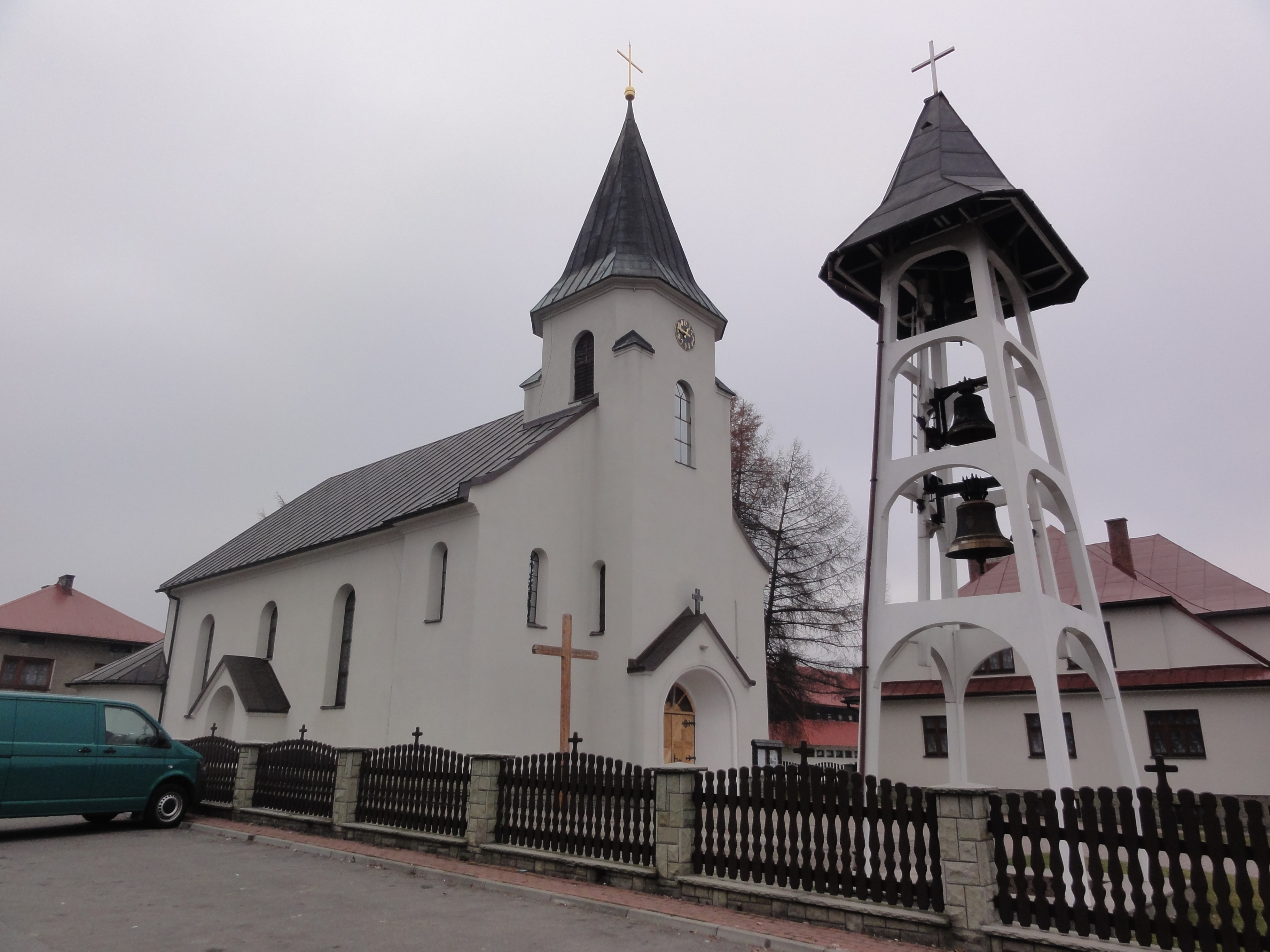
Kirche

## Persönlichkeiten
- Jan Łysek (1887–1915), polnischer Poet und Nationalaktivist im Olsagebiet
- Mateusz Haratyk (* 1998), Skilangläufer